# Elezioni regionali in Trentino-Alto Adige del 1956
Le elezioni regionali in Trentino-Alto Adige del 1956 per il rinnovo del Consiglio regionale si tennero l'11 novembre. L'affluenza fu dell'89,35%.

## Risultati
| Liste                                                                 | Voti                | %                   | Seggi               |
| Riepilogo regionale                                                   | Riepilogo regionale | Riepilogo regionale | Riepilogo regionale |
| --------------------------------------------------------------------- | ------------------- | ------------------- | ------------------- |
| Democrazia Cristiana                                                  | 176.642             | 42,78               | 21                  |
| Südtiroler Volkspartei                                                | 124.165             | 30,07               | 15                  |
| Partito Socialista Italiano – Partito Socialista Democratico Italiano | 54.308              | 13,15               | 6                   |
| Movimento Sociale Italiano                                            | 16.136              | 3,91                | 2                   |
| Partito Comunista Italiano                                            | 12.989              | 3,15                | 2                   |
| Partito Popolare Trentino Tirolese                                    | 9.541               | 2,31                | 1                   |
| Partito Liberale Italiano                                             | 8.911               | 2,16                | 1                   |
| Alleanza degli Indipendenti                                           | 2.668               | 0,65                | -                   |
| Partito Nazionale Monarchico                                          | 2.624               | 0,64                | -                   |
| Unione Italiana                                                       | 2.273               | 0,55                | -                   |
| Unione Popolare Tirolese                                              | 1.416               | 0,34                | -                   |
| Popolo Europeo                                                        | 1.186               | 0,29                | -                   |
| Totale                                                                | 412.859             |                     | 48                  |
| Provincia di Trento                                                   |                     |                     |                     |
| Democrazia Cristiana                                                  | 148.966             | 67,69               | 18                  |
| Partito Socialista Italiano – Partito Socialista Democratico Italiano | 35.708              | 16,23               | 4                   |
| Partito Popolare Trentino Tirolese                                    | 9.541               | 4,34                | 1                   |
| Partito Comunista Italiano                                            | 8.786               | 3,99                | 1                   |
| Partito Liberale Italiano                                             | 7.242               | 3,29                | 1                   |
| Movimento Sociale Italiano                                            | 4.529               | 2,06                | 1                   |
| Alleanza degli Indipendenti                                           | 2.668               | 1,21                | -                   |
| Partito Nazionale Monarchico                                          | 2.624               | 1,19                | -                   |
| Totale                                                                | 220.064             |                     | 26                  |
| Provincia di Bolzano                                                  |                     |                     |                     |
| Südtiroler Volkspartei                                                | 124.165             | 64,40               | 15                  |
| Democrazia Cristiana                                                  | 27.676              | 14,35               | 3                   |
| Movimento Sociale Italiano                                            | 11.607              | 6,02                | 1                   |
| Partito Socialista Italiano                                           | 10.826              | 5,62                | 1                   |
| Partito Socialista Democratico Italiano                               | 7.774               | 4,03                | 1                   |
| Partito Comunista Italiano                                            | 4.203               | 2,18                | 1                   |
| Unione Italiana                                                       | 2.273               | 1,18                | -                   |
| Partito Liberale Italiano                                             | 1.669               | 0,87                | -                   |
| Unione Popolare Tirolese                                              | 1.416               | 0,73                | -                   |
| Popolo Europeo                                                        | 1.186               | 0,62                | -                   |
| Totale                                                                | 192.795             |                     | 22                  |

| Riepilogo dei seggi | Riepilogo dei seggi | Riepilogo dei seggi | Riepilogo dei seggi | Riepilogo dei seggi | Riepilogo dei seggi | Riepilogo dei seggi |
| ------------------- | ------------------- | ------------------- | ------------------- | ------------------- | ------------------- | ------------------- |
|                     |                     |                     |                     |                     |                     |                     |
| PCI                 | 2                   | ━                   |                     | PSI - PSDI          | 6                   | ━                   |
| PPTT                | 1                   | ▼ 1                 |                     | SVP                 | 15                  | ━                   |
| DC                  | 21                  | ▲ 1                 |                     | PLI                 | 1                   | ▲ 1                 |
| MSI                 | 2                   | ━                   |                     | Indipendenti        | 0                   | ▼ 1                 |